# بيتي هاريس
بيتي هاريس (بالإنجليزية: Betty Harris)‏ هي مغنية أمريكية، ولدت في 1941 في أورلاندو في الولايات المتحدة.

## وصلات خارجية
- بيتي هاريس على موقع IMDb (الإنجليزية)
- بيتي هاريس على موقع ميوزك برينز (الإنجليزية)
- بيتي هاريس على موقع أول ميوزيك (الإنجليزية)
- بيتي هاريس على موقع ديسكوغز (الإنجليزية)